# Талисьё
Талисьё (фр. Talissieu) — коммуна во Франции, находится в регионе Рона — Альпы. Департамент — Эн. Входит в состав кантона Шампань-ан-Вальроме. Округ коммуны — Белле.
Код INSEE коммуны — 01415.

## География
Коммуна расположена приблизительно в 420 км к юго-востоку от Парижа, в 70 км восточнее Лиона, в 55 км к юго-востоку от Бурк-ан-Бреса.
На юге коммуны протекает река Серан.

## Климат
Климат полуконтинентальный с холодной зимой и тёплым летом. Дожди бывают нечасто, в основном летом.

## Население
Население коммуны на 2010 год составляло 425 человек.
| 1962 | 1968 | 1975 | 1982 | 1990 | 1999 | 2010 |
| ---- | ---- | ---- | ---- | ---- | ---- | ---- |
| 351  | 343  | 317  | 317  | 401  | 405  | 425  |

## Администрация
| Период | Период | Фамилия                 | Партия | Примечания |
| ------ | ------ | ----------------------- | ------ | ---------- |
| 1995   | 2008   | Шарль Верар             |        |            |
| 2008   | 2014   | Колет Мишель            |        |            |
| 2014   | 2020   | Жозе Фернандес-Гонсалес |        |            |

## Экономика
В 2010 году среди 284 человек трудоспособного возраста (15—64 лет) 199 были экономически активными, 85 — неактивными (показатель активности — 70,1 %, в 1999 году было 62,2 %). Из 199 активных жителей работали 182 человека (100 мужчин и 82 женщины), безработных было 17 (8 мужчин и 9 женщин). Среди 85 неактивных 9 человек были учениками или студентами, 29 — пенсионерами, 47 были неактивными по другим причинам.

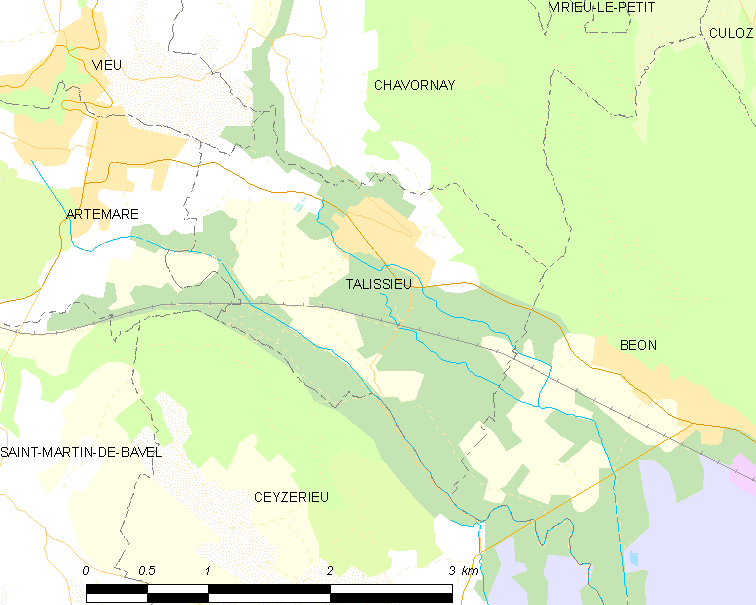
Карта коммуны